# Chloeia maculata
Chloeia maculata är en ringmaskart som beskrevs av Thomas Henry Potts 1909. Chloeia maculata ingår i släktet Chloeia och familjen Amphinomidae. Inga underarter finns listade i Catalogue of Life.